# Gonda
Gonda è una suddivisione dell'India, classificata come municipal board, di 122 164 abitanti, capoluogo del distretto di Gonda e della divisione di Devipatan, nello stato federato dell'Uttar Pradesh. In base al numero di abitanti la città rientra nella classe I (da 100 000 persone in su).

## Geografia fisica
La città è situata a 27° 7' 60 N e 81° 55' 60 E e ha un'altitudine di 119 m s.l.m.

## Società

### Evoluzione demografica
Al censimento del 2001 la popolazione di Gonda assommava a 122 164 persone, delle quali 67 400 maschi e 54 764 femmine. I bambini di età inferiore o uguale ai sei anni assommavano a 15 665, dei quali 8.282 maschi e 7 383 femmine. Infine, coloro che erano in grado di saper almeno leggere e scrivere erano 80 525, dei quali 47 900 maschi e 32 625 femmine.